# Pas-en-Artois
Pas-en-Artois è un comune francese di 824 abitanti situato nel dipartimento del Passo di Calais nella regione dell'Alta Francia.

## Società

### Evoluzione demografica
Abitanti censiti